# 喜多恒雄
喜多 恒雄（きた つねお、1946年（昭和21年）11月16日 - ）は、日本の実業家。日本経済新聞社顧問、公益社団法人日本経済研究センター代表理事・会長。「日本経済新聞電子版」（Web刊）の創刊者。学校法人東大寺学園理事。
日本経済新聞社代表取締役会長。日経産業新聞、日経MJ、日経ヴェリタス代表、社団法人日本新聞協会副会長を歴任。

## 経歴
- 奈良県吉野郡大淀町出身
- 1962年 - 青々中学校（現・東大寺学園中学校）卒業
- 1966年 - 奈良県立奈良高等学校卒業
- 1971年
  - 3月 - 慶應義塾大学経済学部卒業
  - 4月 - 日本経済新聞社入社
- 1988年 - アメリカ州編集総局編集部副部長
- 1997年 - 東京本社編集局次長兼整理部長
- 2001年 - 日経新聞東京本社編集局総務
- 2003年 - 取締役、大阪本社副代表兼大阪本社代表室長
- 2004年 - 上席執行役員、大阪本社副代表
- 2005年 - 常務取締役、社長室長、広報・法務・グループ戦略担当
- 2006年 - 専務取締役、社長室／広報・法務・グループ戦略／内部監査室担当
- 2007年 - 代表取締役専務、経営企画／広報／リスク管理・コンプライアンス担当
- 2008年 - 日本経済新聞社代表取締役社長、法人代表就任
- 2010年 - 新聞協会賞受賞[1]
- 2010年 - 株式会社テレビ東京ホールディングス社外取締役
- 2015年 - 代表取締役会長
- 2021年
  - 3月 - 顧問
  - 6月 - 日本経済研究センター代表理事・会長[2]

## 特筆事項
- 電話番号を明示した記事を掲載して広告料をとる日経新聞社独特の記事広告を廃止した後の広告収入戦略として、社長就任直後に機構改革を行い、クロスメディア営業に力を入れた[3]。クロスメディア営業局は特命ミッションを遂行する部局としても機能させた[4]。

- 2008年3月16日に、日経金融新聞の後釜として日経ヴェリタスを創刊させた。

- 2012年7月11日発売の週刊文春が、『スクープ撮! 日経新聞喜多恒雄社長 マンションからご出勤の美人デスク』と題した記事を掲載した[5]。日経新聞は週刊文春にただちに抗議し[6]、週刊文春の広告掲載を拒否する一方[5]、名誉を傷つけられたとして週刊文春を相手どった損害賠償訴訟を東京地裁で起こした[7]。東京地裁は日経新聞側の主張を認め、週刊文春に対して1210万円の賠償と、日経新聞および週刊文春に謝罪広告を掲載しウェブサイトに掲載している記事・写真の削除を命じた[7]。週刊文春側は控訴したが、東京高裁は1審判決を支持し控訴を棄却した[7]。